# Famílias de calibres

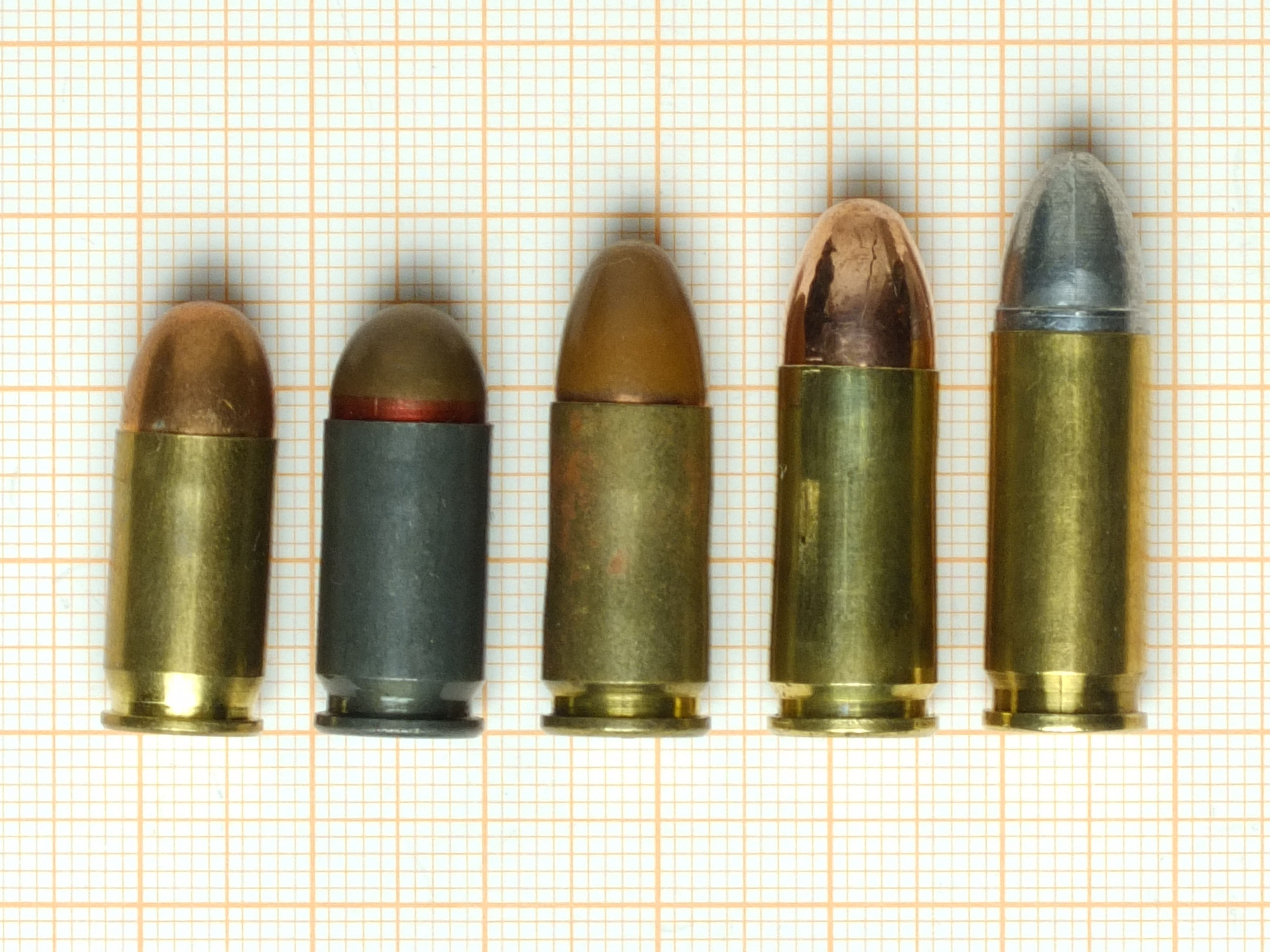
Da esquerda para a direita: 9x17mm (.380ACP), 9x18mm Makarov, 9x19mm Parabellum, 9x21mm IMI e 9x23mm Winchester. Munições de um mesmo diâmetro de projétil(9mm), mas de tamanhos de estojo e quantidade de propelente diferentes, ainda assim pertencem à mesma família.

Família de calibres é um termo que engloba todos os cartuchos de um mesmo calibre, em sistema métrico, gauge ou imperial, sendo eles cartucho de fogo central, cartucho de fogo circular, pistola, revólver ou fuzil, mesmo não sendo intercambiáveis.

## Funcionalidade

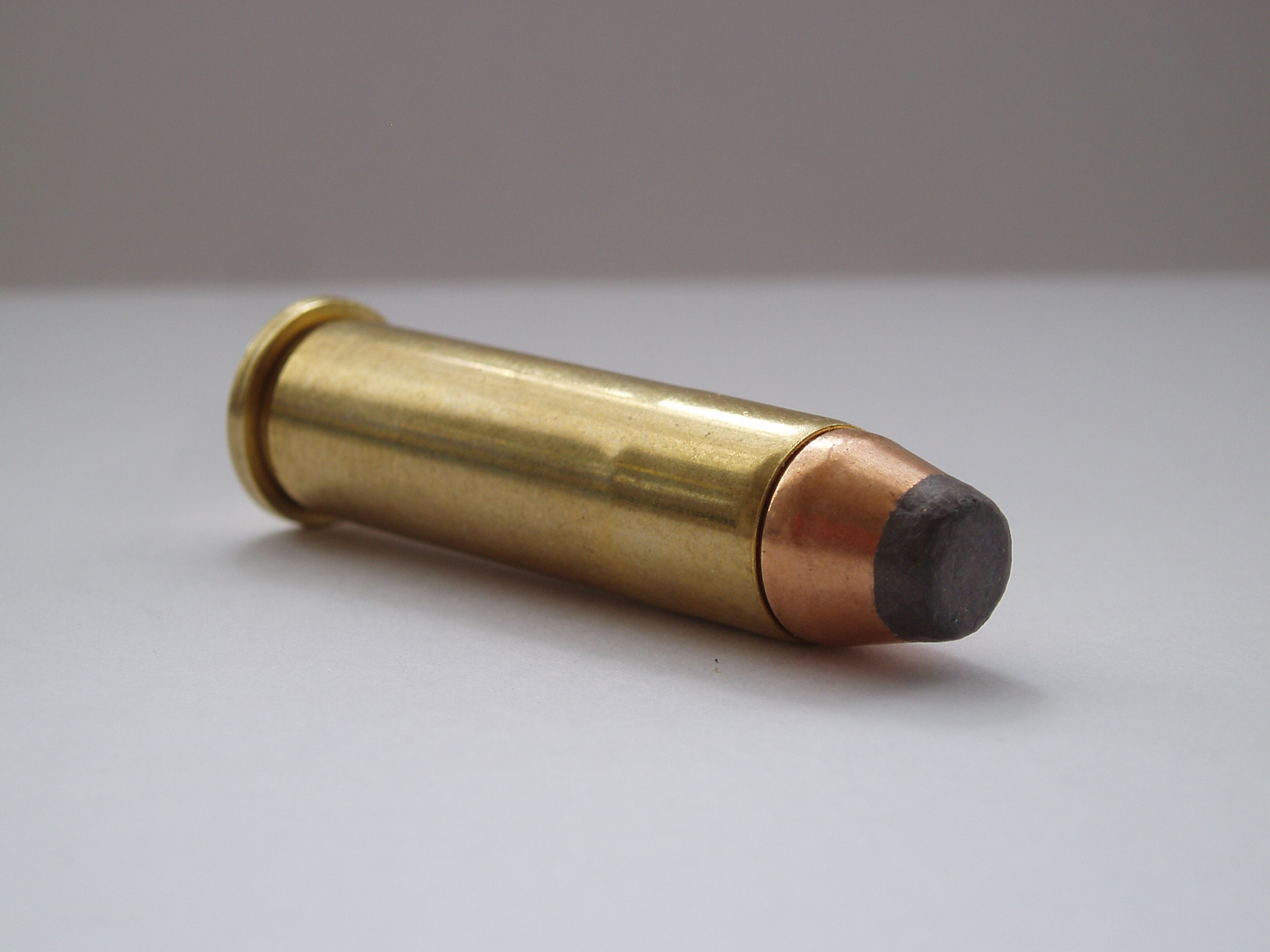
.357 Magnum, que possui também 9mm de diâmetro do projétil.

A finalidade do termo é classificar em um único sistema munições nomeadas em diferentes sistemas de classificação de tamanho. Um caso clássico é o .380 ACP, que possui o nome mais conhecido em décimos de polegadas, mas em métrico se apresentando por 9x17mm, pertencendo, portanto, à mesma família de calibres que o .357 Magnum, o 9x33mmR. Em virtude da discrepância desse sistema, é comum que se confunda, mesmo com operadores de armas de fogo, tal terminologia, servindo o termo família para simplificá-los. No sistema jurídico brasileiro, há também a terminologia de calibres restritos e permitidos à compra de civis, com penas diferenciadas para o descumprimento da restrição, fazendo com que calibres da mesma família tenham classificações legais diferentes, como, na vigência do Decreto Presidencial 3.665 foi o .38 SPL e o .357 Magnum, calibres que podem ser intercambiáveis (o .38 SPL é compatível em armas projetadas para .357 Magnum, não o contrário).